# Droogmansia grandiflora
Droogmansia grandiflora är en ärtväxtart som beskrevs av Bernice Giduz Schubert. Droogmansia grandiflora ingår i släktet Droogmansia och familjen ärtväxter. Inga underarter finns listade i Catalogue of Life.